# Como
Como (em comasco: Comm; em latim: Comum) é uma comuna italiana da região da Lombardia, capital da província de Como. A cidade é um importante centro industrial ao lado de Milão, conhecida principalmente pela sua antiga manufatura de seda.

## Geografia
Como localiza-se ao norte da região da Lombardia perto da fronteira da Suíça, a cerca de 45 km de Milão e a 55 km de Bérgamo. A cidade situa-se ao sul às margens do Lago de Como, no chamado Triângulo Lariano (Como - Lecco - Bellagio).

### Demografia
Conforme o ISTAT, a cidade possui 84.495 habitantes residentes, apresentando uma densidade de 2.276,39 habitantes/km².

## Demografia
| Variação demográfica do município entre 1861 e 2011                               |
|                                                                                   |
| Fonte: Istituto Nazionale di Statistica (ISTAT) - Elaboração gráfica da Wikipedia |

### Cidadãos estrangeiros
No dia 31 dezembro de 2005, 6.924 estrangeiros moravam na Comuna de Como, o que corresponde a quase 9 % do total dos residentes.[carece de fontes?] A maioria dos moradores estrangeiros são provenientes dos seguintes países:[carece de fontes?]
- Turquia - 867
- Filipinas - 810
- Sri Lanka - 490
- Albânia - 474
- Tunísia - 434
- Roménia - 410

No dia 31 de dezembro de 2015, na comuna de Como moravam 11.909 estrangeiros, dos quais:
- Filipinas 1342
- Turquia 1065
- Roménia 1037
- Sri Lanka 884
- Albânia 764

## Administração e política

### Bandeira
A bandeira de Como é uma cruz branca em campo vermelho. A bandeira é típica para as cidades gibelinas (em italiano: ghibellino) da Itália setentrional, sendo sua origem a antiquíssima Blutfahne (do alemão: Blut=sangue, Fahne=bandeira, ou seja, bandeira ensanguentada),  a qual foi usada pelos imperadores do Sacro Império Romano-Germânico nos campos de batalha. O estilo da bandeira atual é similar a Blutfahne.

### Geminações
- Fulda, Alemanha (desde 1960)
- Tokamachi, Japão (desde 1975)
- Nablus, Palestina (desde 1998)
- Netanya, Israel (desde 2004)

## Economia

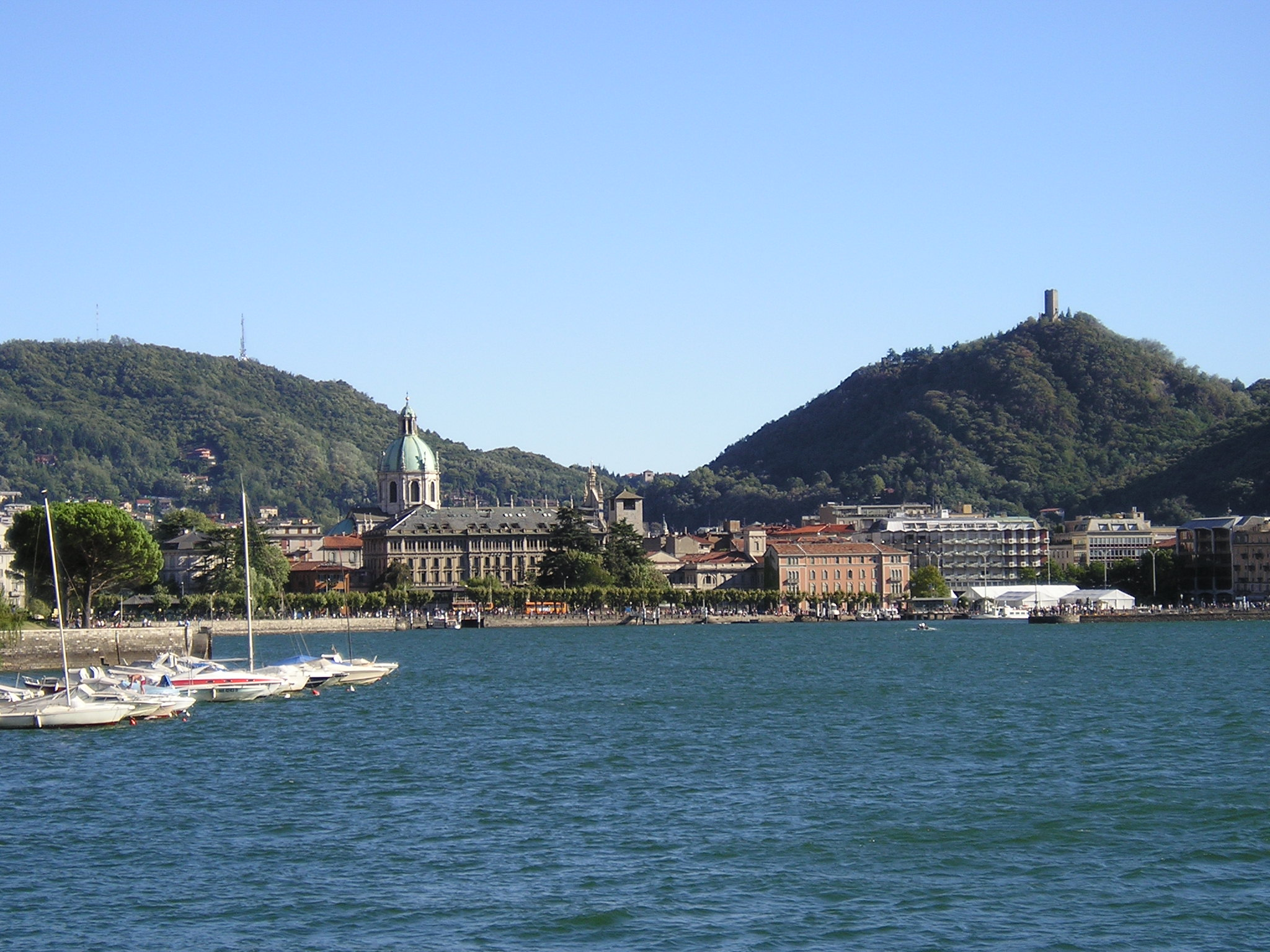
O centro visto do Lago de Como

A economia comasca tem uma forte tradição industrial, especialmente na indústria têxtil e na manufatura da seda, a qual era conhecida mundialmente. Infelizmente a produção industrial da seda  entrou em crise, mas esta sendo substituída pelo comércio e o setor de serviço em geral.
Nos últimos anos a importância econômica do turismo aumentou, devido aos novos residentes famosos na região. Personalidades de fama internacional como Madonna, George Clooney, Brad Pitt e Gianni Versace, residem em vilas luxuosas em volta do Lago de Como, assegurando a fama internacional da cidade de Como.

## Cultura

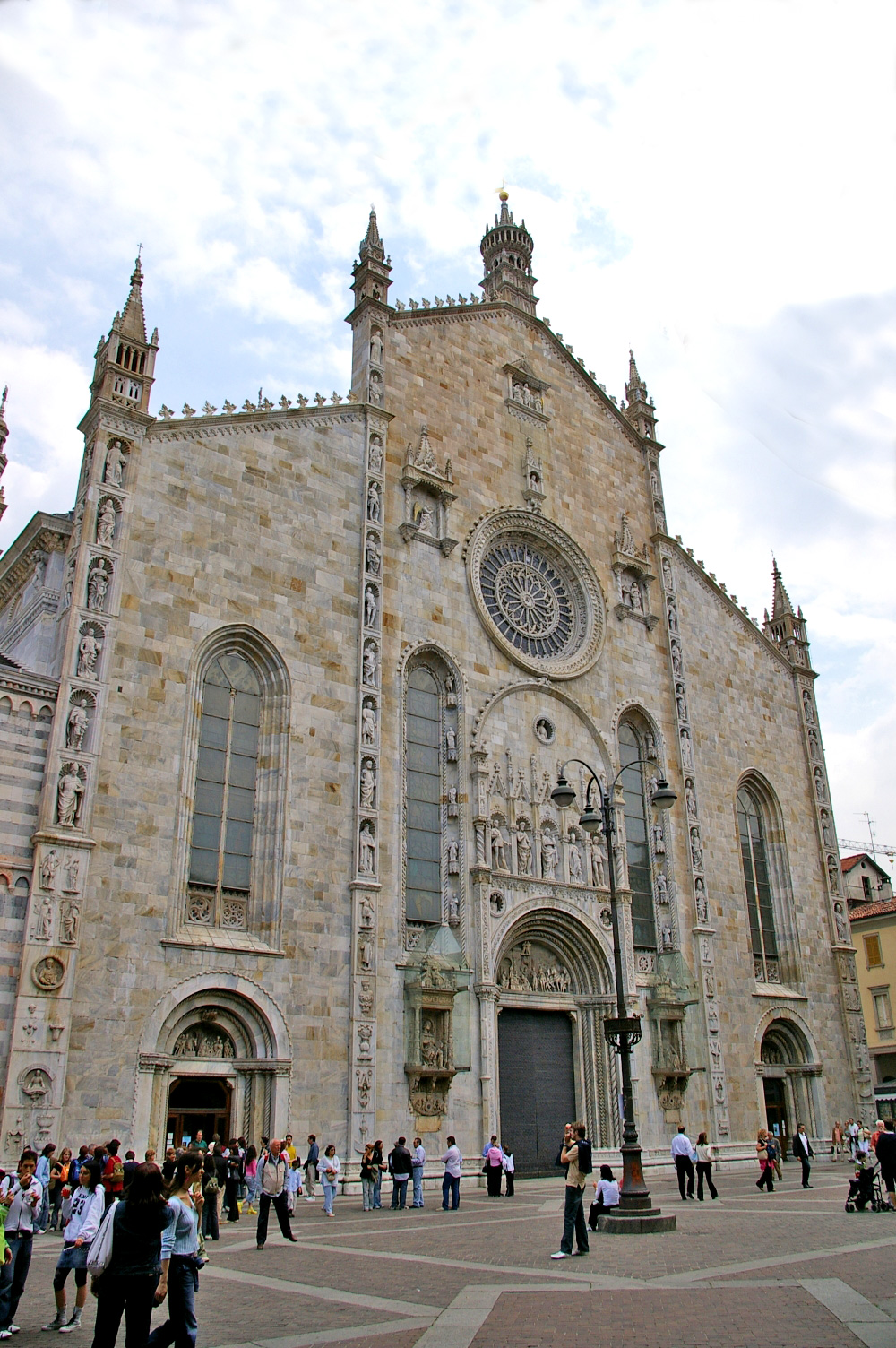
Catedral de Como

### Monumentos principais
- Duomo (Catedral) (construído entre o século XIV e o século XVIII)
- Igreja de San Fedele (Chiesa di San Fedele)
- Broletto (antiga sede municipal da Idade Média)
- Templo Voltiano (Tempio Voltiano) (museu sobre Alessandro Volta)
- Basílica de Santo Abôndio (Basilica di Sant'Abbondio (igreja romana com afrescos do século XI)
- Basílica de São Carpóforo (Basilica di San Carpoforo)
- Casa del Fascio (homenagem monumental à ideologia fascista de Giuseppe Terragni; agora é a sede provincial da Guardia di Finanza)
- Memorial dos mortos da guerra (Monumento ai caduti) (de Giuseppe Terragni)
- Asilo Sant'Elia (obra do racionalismo italiano (de Giuseppe Terragni)
- Vila Olmo (construção no neoclassicismo)
- Muralha de defesa de Como (Mura di Como), com suas torres (Porta Torre, Torre Gattoni[4], Torre di San Vitale)
- Castelo Baradello
- Estádio Giuseppe Sinigaglia
- Ticosa (antiga empresa têxtil de seda)

## Esporte
No âmbito esportivo, a cidade se destaca no futebol, com a equipe do Como, que disputa atualmente a Primeira Divisão do Campeonato Italiano de Futebol.

## Personalidades
Como tem relacionado o seu nome a diversas personalidades como:
- Plínio, o velho, naturalista romano (23-79)
- Plínio, o novo, romano (61/62-114)
- Paolo Giovio, médico, historiador, biógrafo e prelado italiano (1483-1552)
- Papa Inocêncio XI, papa (1611-1689)
- Alessandro Volta, físico e inventor (1745-1827)
- Cosima Wagner, esposa do compositor Richard Wagner
- Antonio Sant'Elia, arquitecto (1888-1916)
- Carla Badiali, pintora (1907-1992)
- Arturo Merzario, piloto automobilístico (1943)
- Gigi Meroni, futebolista (1943-1967)
- Gianluca Zambrotta, futebolista (1977)
- Patrick Cutrone, futebolista (1998)